# محمد باشا كتنجي زاده
محمد باشا كتنجي زاده (بالتركية: Ketencizade Mehmed Paşa)‏ هو سياسي عثماني، تولى منصب والي الأناضول.

## مناصبه
تولى المناصب التالية:
- والي الأناضول